# Xylopia aromatica
Xylopia aromatica är en kirimojaväxtart som först beskrevs av Jean-Baptiste de Lamarck, och fick sitt nu gällande namn av Carl Friedrich Philipp von Martius. Xylopia aromatica ingår i släktet Xylopia och familjen kirimojaväxter. IUCN kategoriserar arten globalt som starkt hotad. Inga underarter finns listade i Catalogue of Life.

## Bildgalleri

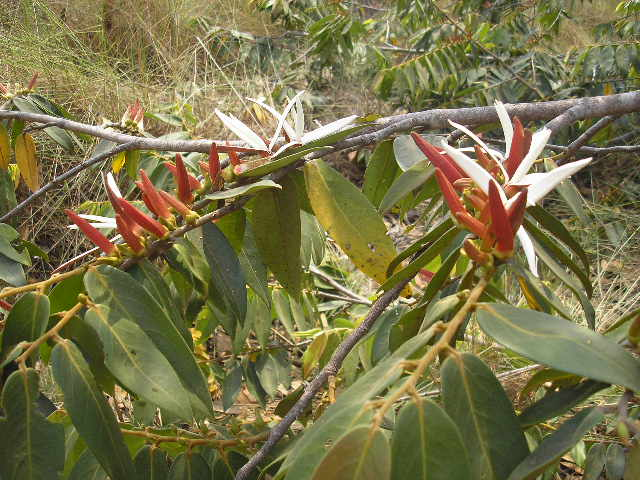
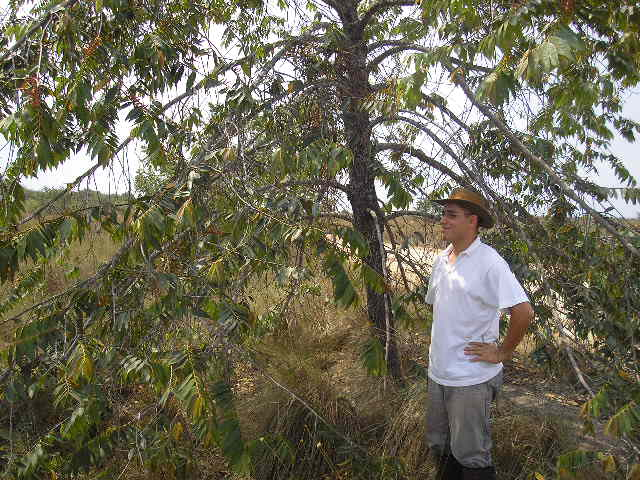
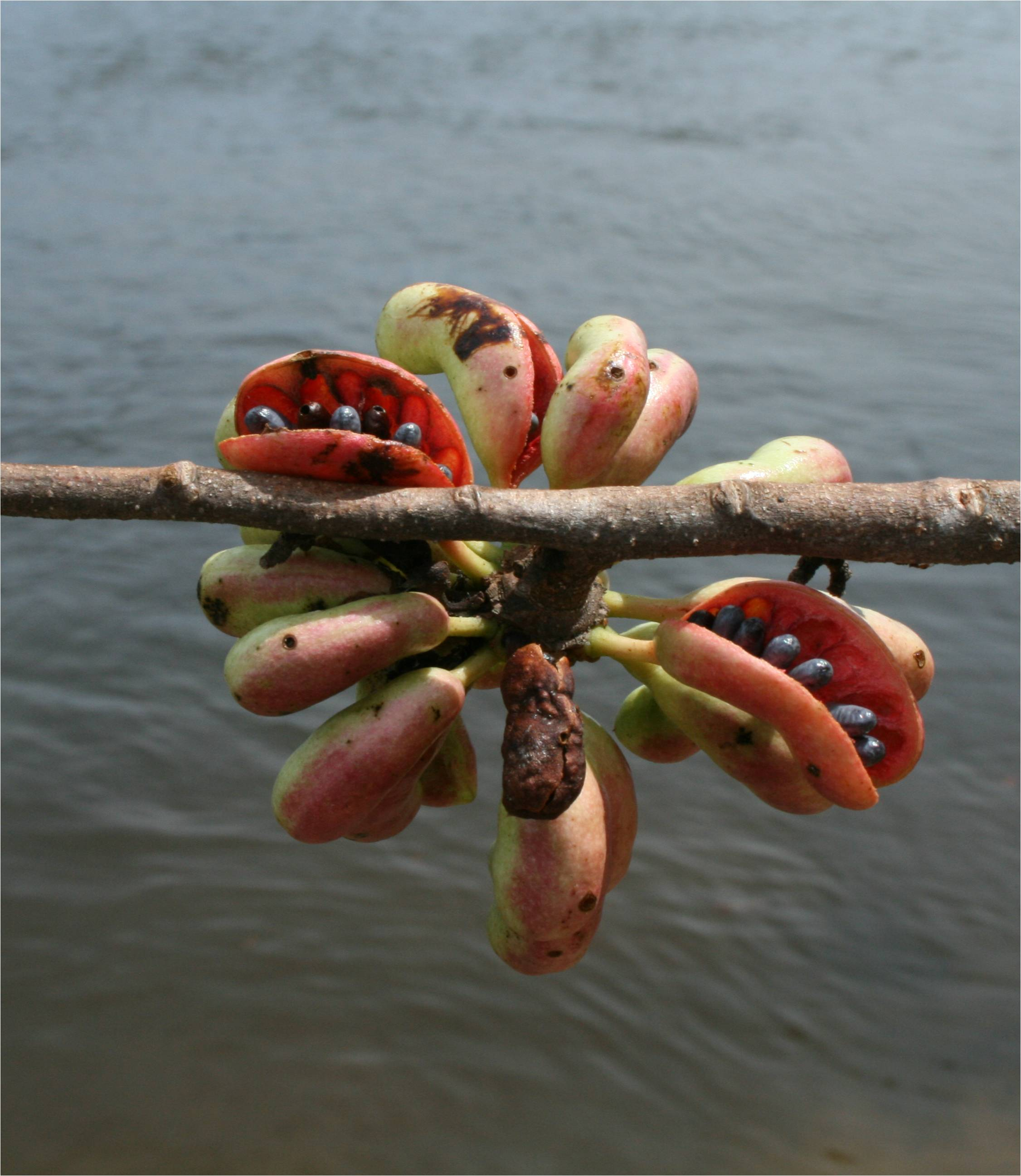
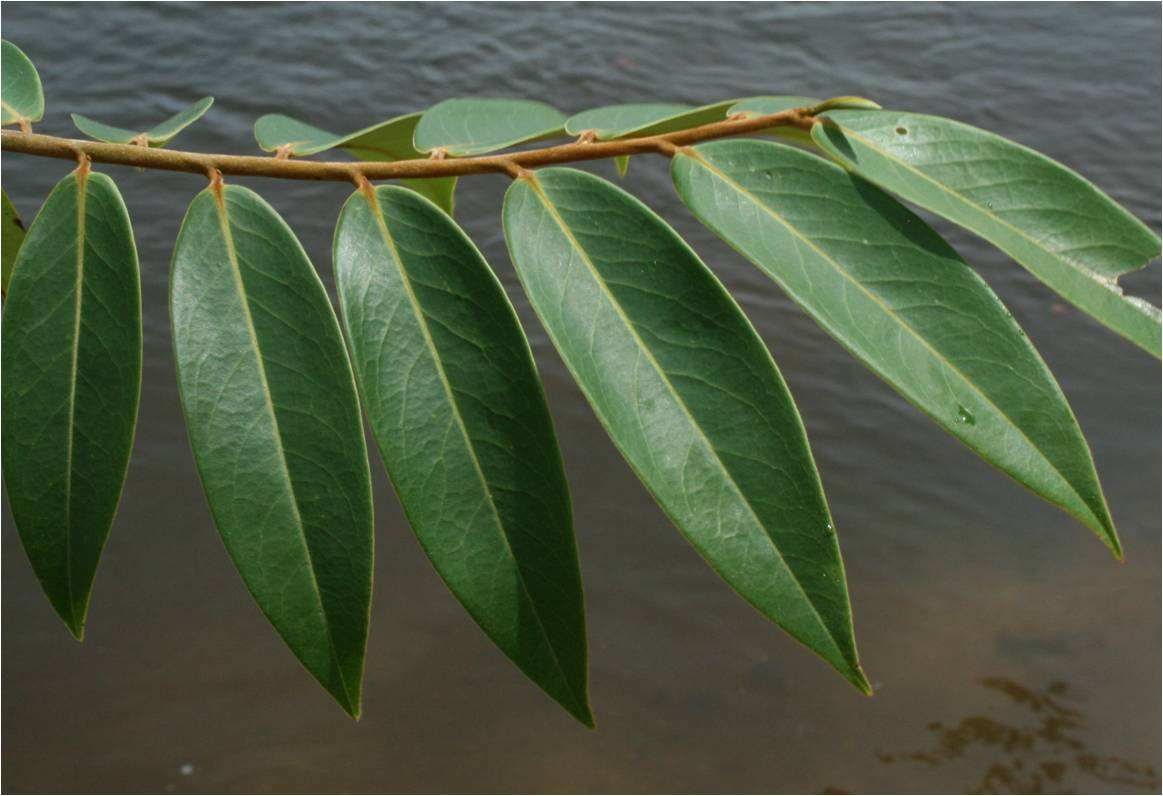